# Дупница
Вижте пояснителната страница за други значения на Дупница.
Ду̀пница е град в Югозападна България, област Кюстендил, административен център на община Дупница.
Градът отстои на 39 km източно от областния град Кюстендил и е най-населеният след него в областта. По данни на ГРАО към 15 март 2024 г. в града живеят 33 705 души по настоящ адрес и 37 631 души по постоянен адрес.

## Имена
Най-ранното известно споменаване на града е фрагмент от подробен муфасал регистър на хасове и тимари в Софийско от 1451 година, в който при описа на днешния пернишки квартал Църква е споменат местен жител, някой си Радой, от село Дупниджѐ. Следващо споменаване е в пътеписа на немския рицар Арнолд фон Харф, минал през град Тобиница през 1499 г. В разни източници се срещат също вариантите Дупла, Дъбница, Дубница, Дупница.
Името на града през 1565 г. е споменато отново като Дупница, а лондонското евангелие от 1578 г. изписва името като Дупеница. През 1634 г. името на града е записано като Дупнеца. Очевидно става дума за различни изписвания, които се доближават до един общ и усреднен вариант, a сведението на Арнолд фон Харф може да дава неточна транслитерация. Според академик Йордан Иванов името произлиза от старобългарската дума дѹпьнъ – „дупчест, издълбан“.
През 1948 г. градът е преименуван от новата комунистическа власт на Станке Димитров, на името на дупнишкия комунистически функционер Станке Димитров, като градът отново е преименуван през следващата 1949 г. на прякора му – Марек. Това име остава до 1950 г., тогава градът е преименуван отново на Станке Димитров, което име остава в продължение на 40 години. Старото име Дупница е върнато през 1990 г.

## География
Град Дупница се намира в средната част на Дупнишката котловина, в северозападното подножие на планината Рила, на изток от Конявска планина и на юг от Верила. Административен център е на община Дупница. През 90-те години общините Сапарева баня, Рила, Кочериново, Бобошево, и Бобов дол се отделят от община Дупница като нови общини. В тях се намират Рилският манастир, Паничище, Седемте рилски езера, „Гейзера“ (в Сапарева баня) – най-топъл в Европа, и много могили. През града преминават реките Джерман, Бистрица, Отовица – Саморанска река и Джубрена, а градът е разположен в долината на р. Джерман.
Линията на транспортен коридор 4,  европейски път E79, второкласен път 62 и ЖП линията, които свързват Атина и Истанбул със София и Букурещ, Тирана и Скопие, както и с най-различни български и световни дестинации. Дупница се намира близо по автомобилен път до границата с Македония – на 50 km, със Сърбия – на 65 km, с Гърция – на 115 km, с Косово – на 150 km, с Румъния – на 260 km (през моста Нова Европа) и с Турция – на 325 km. Дупница е на около 50 km от българската столица София, от големите градове най-близо е на 28 km от Благоевград, на по 35 km е от Кюстендил, Самоков и Перник, на около 170 km от втория по големина български град – Пловдив, на приблизително същото разстояние от столицата на Северна Македония – Скопие и на около 235 km от втория по големина гръцки град – Солун. Наблизо са зимните курортни Паничище (20 километра), Боровец (45 километра) и Банско (90 km).

### Релеф
Градът е разположен в преходната част между Горно Дупнишко поле и Долно Дупнишко поле. Средната надморска височина е около 530 – 540 m надморска височина (на цялата община 946,3 m средна надморска височина). Релефът е котловинен до нископланиниски. Котловинният грабен е заобиколен от оградни склонове на средновисоки планини, с по-голяма отвореност е на юг по долинното разширение на Джерман по Долно Дупнишко поле.
В тектонско отношение районът на град Дупница представлява грабен, запълнен от палеогенски, плиоценски и квартернерни наслаги. Скалната основа на територията на града се характеризира с високо кристалинни гнайси и амфиболити с палеозойска възраст. Срутища и свлачища се срещат предимно по долинните склонове на река Джерман. Територията се намира в сеизмична зона VII, VIII и IX степен за периода на сътресимост съответно за 100, 250 и 1000 години (според сеизмичното райониране на България от 1997 г.)

### Климат
Климатът на град Дупница е умереноконтинентален с известно средиземноморско влияние, поради отвореността от юг по долината на река Джерман. По данни на метеорологичната станция в града за периода 1931 – 1970 г. средната годишна температура е 10,6 °С. Най-студен месец е януари със средна стойност около –1 °С, а най-топъл е юли с 21,0 °С.
Зимата е сравнително студена. Валежите през зимата са най-малки като количество и интензитет – 134 л/м2, но най-много като честота на случване. Сняг най-често превалява от края на ноември, до средата или края на март, като възможната средна продължителност в дни е около 100 дни. Средният действителен брой дни със снежна покривка е 35 – 40 дни годишно. Снежната покривка рядко надхвърля половин метър. За зимата е характерен студеният североизточен вятър, проявяващ се при определен тип синоптични обстановки. При затопляния се проявява фьон при подходящи условия. Мъглите са най-чести и най-продължителни през месец декември. Образуват се характерните за котловините температурни инверсии. Сравнено с Кюстендилското поле, тук мъглите са по-слаби и с по-слаба продължителност. Последното се дължи на по-голямата отвореност от юг и постоянния отточен вятър. Абсолютният минимум в Дупница е измерен в състояние на мощна температурна инверсия и е –30,0 °С, един от най-ниските в Кюстендилска област.
Пролетта е прохладна, с чести валежи, придружени от гръмотевици. Средното сумарно количество валежи през пролетта е 167 л/м2. Реките бележат пълноводие и заради снежното подхранване. Сумарната слънчева радиация нараства, мъглите намаляват, инверсиите са слаби. Последният сняг пада през март или април, като през април образуването на снежна покривка е по-рядко явление и не се случва всяка година.
Лятото е сравнително топло, горещините са малко. Обикновено в началото си е по-дъждовно, със силни гръмотевични бури. Понякога лятото е много дъждовно и валежите достигат големи количества. Градушка в самия град пада сравнително рядко (по климатични наблюдения в миналото), но в последните десетилетия това явление се наблюдава често. Лятото е най-валежният сезон, като сумарното количество валеж е 171 л/м2. Най-високата температура, измервана в Дупница за периода 1921 – 1970 г., е 39,3 °С. Съществуват регистрирани 40,0 °С през 1916 г. преди въпросния период. Предполага се, че през много горещата 2007 г. температурата е била в интервала 40,0 °С – 41,0 °С на метеорологични измервания за първи път (от началото на 21 век).
Есента е по-топла от пролетта. Характеризира първите мразове през септември (най-ранна дата) – октомври. Валежите са обложни и продължителни, понякога са с летен характер и са поройни. Често се случва септември да прилича на почти летен месец, а октомври или ноември – на почти зимен. Почти всяка година през ноември пада първият сняг. Сумарното количество на валежите е 155 л/м2.
| Месец                                                                     | Ян   | Фев  | Март | Апр  | Май  | Юни  | Юли  | Авг  | Септ | Окт  | Ное  | Дек  | Годишно |
| ------------------------------------------------------------------------- | ---- | ---- | ---- | ---- | ---- | ---- | ---- | ---- | ---- | ---- | ---- | ---- | ------- |
| Средна месечна температура (°C)                                           | -0,9 | 1,3  | 4,7  | 10,6 | 15,3 | 18,8 | 21,0 | 20,5 | 16,7 | 11,4 | 6,5  | 1,5  | 10,6    |
| Средна месечна максимална температура (°C)                                | 3,1  | 6,2  | 10,5 | 16,7 | 21,5 | 24,9 | 27,6 | 27,8 | 24,1 | 18,1 | 11,3 | 5,3  | 16,4    |
| Средна месечна минимална температура (°C)                                 | -5,1 | -3,3 | -0,4 | 4,7  | 8,9  | 12,3 | 13,5 | 12,6 | 9,3  | 4,9  | 1,9  | -2,3 | 4,8     |
| Валежи (mm)                                                               | 45   | 38   | 37   | 61   | 69   | 79   | 52   | 40   | 38   | 56   | 61   | 51   | 627     |
| Климатична таблица на станция Дупница (НИМХ) по Климатичен справочник НРБ |      |      |      |      |      |      |      |      |      |      |      |      |         |

| Месец                                     | Ян | Фев | Март | Апр  | Май | Юни | Юли | Авг | Септ | Окт | Ное | Дек | Годишно |
| ----------------------------------------- | -- | --- | ---- | ---- | --- | --- | --- | --- | ---- | --- | --- | --- | ------- |
| Средна температура (°C)                   | 1  | 2   | 5,4  | 11,4 | 18  | 20  | 22  | 25  | 20   | 17  | 12  | 10  | 12      |
| Средна максимална дневна температура (°C) | 10 | 6,8 | 12   | 18   | 23  | 26  | 29  | 30  | 27   | 19  | 13  | 8   | 17      |
| Средна минимална дневна температура (°C)  | -2 | -2  | 1    | 6    | 10  | 14  | 16  | 14  | 12   | 8   | 3   | -3  | 8       |
| Валежи (mm)                               | 48 | 45  | 42   | 52   | 68  | 65  | 54  | 36  | 38   | 59  | 62  | 55  | 624     |
| Климатична таблица за Дупница             |    |     |      |      |     |     |     |     |      |     |     |     |         |

Съвсем основателно може да се твърди, че настоящето разположение на града в коритото на река Джерман не е старото такова. Наличието на крепост и кула в местността „Кулата“ (днес назовавана и „Кръсто“) подсказват търсенето на старото разположение на града около тази крепост.

### Квартали
„Чавдар Войвода“, „Аракчийски мост“, „Байкал“, „Бешико“, ж.к. „Бистрица“, „Вароша“, „Васил Левски“, „Възраждане“, Гиздова махала, Горна махала, ж.к. „Възход“, ж.к. „Елица“, ж.к. „Дупница“, „Иван Вазов“, ж.к. Изгрев, Каваклия, Новата махала, Подина, Прогоно, Развесена върба, „Рилски езера“, „Спартак“, „Христо Ботев“, ж.к. „Химик“, Южен ж.к., в.з. „Кършия“

## Население
|  |  |  |

Регистрирани през 1520-та година
|  |  |  |

Регистрирани през 1530-та година
|  |  |  |

Регистрирани през 1550-та година
|  |  |  |

Регистрирани през 1570-та година
|  |  |  |

Изчислени през 1859-та година
|  |  |  |

Регистрирани през 1866-та година
|  |  |  |

Регистрирани през 1881-ва година
|  |  |  |

Регистрирани през 2011-та година

В началото на XIX век Дупница има около 6000 души население, а през 1830-те г. Ами Буе казва за Дупница: 
| „ | Дубница, на 1725 фута височина и на 7 часа от Самоков, е открит български и турски град с около 2000 къщи, или 7000 до 8000 души. | “ |

| „ | Цялото население там, както и в околността на Дубница, е българско. Жените ми направиха впечатление с големите игли, които носеха в косите си, както в Милано, и коланите им от жълта мед се закопчаваха с две големи кръгли и издути плочки. | “ |

След освобождението, в края на 19 и началото на 20 век градът е сред 10-те най-големи градове в Княжество България и Царство България, въпреки че е бил с около 10 и 20 хил. души. До периода на урбанизация през комунизма, Дупница е бил най-големият град в широк радиус и в цяла Югозападна България, въпреки че тогава е бил по-населен от Кюстендил, Горна Джумая(Благоевград) и Самоков, а Перник още е бил село, в края на краищата други градове станали областни и образователни центрове и там се инвестирало повече, а Дупница не се развил като първостепенен град. През 1980-те град Дупница има население от около 50 000 – 60 000 души. След падането на комунистическия режим и отварянето на границите на България много дупничани емигрират, предимно в Милано, Италия и Чикаго, САЩ. Така в началото на 1994 г. град Дупница е 29-ят по население град в България с 41 658 жители. Данните на ГРАО сочат, че през декември 2010 г. в Дупница има над 40 000 жители с постоянен адрес и 39 000 с настоящ адрес.
Населението на града е главно българско, предимно от местната шопска подгрупа, но има и също и представители на македонската подгрупа, сформирана от преселници от близкия Кочериновски и Рилски край, а и през войните от бежанци от далечни краища на Македония. Традиционно за страната, Дупница има и няколко цигански махали, като според преброяването през 2011 г. циганите са над 2000 души, а българите около 30 000. В миналото е имало и по-големи общности от евреи и турци, но след създаването на българската държава турците се изселват, а след Втората световна война огромна част от евреите се изселват в Израел и САЩ, като след падането на желязната завеса почти изчезват като етнос в Дупница и в крайна сметка сега в цяла област Кюстендил има общо 29 етнически евреи от които повечето вероятно са пенсионери. Преди Дупница е бил „най-еврейския град в България“ с една четвърт от всички жители.
В града съществува конгрешанска църковна община, част от Съюза на евангелските съборни църкви.

## История
Наблизо се е намирал тракийският град Болбабрия, според намерен надпис в местността „Царичина“ край Палатово (Dιὶ Ζβελσούρδῳ τῷ κυρίῳ Βολβαβρίηνοι κωμῆται ἀνέθηκαν „На господаря Зевс Звелсурд болбабрийските селяни посветиха“) и вероятно селище Секине от надпис в околността „секиненос“. В града и околностите има средновековни църкви, следи от тракийска култура, некрополи (могили), стара часовникова кула, останки от римска гробница и средновековна крепост.
Селища на територията на Дупница съществуват от времето на късната каменна епоха и античността. В околностите на града се намира тракийският град Германея. Македонците, а по-късно и римляните, завладяват региона, в близост до Германея минава и важният търговски и военен древноримски път Виа Милитарис.
Археологическите проучвания показват, че около днешното положение на градската градина и часовниковата кула е била изградена ранновизантийска крепост от V – VI век и просъществувала до XII век, по сведения от легенди по-късно там се издига Дупнишката крепост, разрушена от турския пълководец Лала Шахин. В миналото съществува мост, който започва от Драгойната крепост (в местността Кръсто) и завършва от другата страна на река Джерман в планината (близо до ловния дом). Местността Разметаница е близо до града, където според Йоан Скилица и съвременни изследователи цар Самуил убива брат си Арон.
През Средновековието е в първото и второто български царства, във Византия и за кратко в Душановото Сръбско царство. След падането на Велбъждското деспотство Дупница е в Османска империя. Очертава се като важна спирка по пътя от Константинопол за Западна Европа и поради това много пътешественици описват града между XIV – XVIII век. В близост е и духовната обител Рилски манастир, която става основен културен център за югозападните български земи. Според свидетелства на американски мисионери, посетили града през 1859 г., той има 10 000 жители, като 6 000 са българи, останалите са турци и малко евреи.
След Освобождението на България през 1878 г. и последвалия Берлински конгрес от 1879 г. Дупница попада в границите на Княжество България. В града се съсредоточават множество българи-бежанци от Македония, през 1895 г. се създава Македонското дружество „Единство“, а Гоце Делчев създава граничен пункт на ВМОРО. През 1902 г. 600 жени и деца бягат в града от Македония заради нападения от турската армия.
В първите години на XX век градът е известен с трайната си подкрепа за Прогресивнолибералната партия.
През 1904 г. в града е дислоциран щабът на Седма Рилска дивизия, построената военна болница е сред най-старите в България. При избухването на Балканската война през 1912 г. осемдесет души от града са доброволци в Македоно-одринското опълчение, като дупнишкият отряд е именуван Седма пехотна рилска дивизия.
След края на Първата световна война изборите за кмет на Дупница се печелят от БРСДП (т.с.) и Коста Петров. Те създават Дупнишката комуна, която просъществува 842 дни, построени са временни жилища за бежанци от Македония, продадени са 150 парцела за жилища на бедни семейства от общинския фонд, разкрит е пансион за хранене на деца на загинали родители в Балканската и в Първата световна война, направени са и постъпки за електрификация на града. На 21 февруари 1923 г. кметът е убит от Харалампи Златанов, член на ВМРО. Настъпва криза в градската управа и до Деветнадесетомайския преврат от 1934 г. градът се управлява предимно от назначаван Временен управителен съвет. В това време Дупница става център на тютюнопроизводството и минното дело в района. През 1935 г. в Дупница се открива първият ВУЗ – Институт за прогимназиални учители по всички специалности, по инициатива на ген. Тодор Радев.
По време на Втората световна война, над 4000 евреи от окупираните гръцки и югославски територии са пратени в концентрационен лагер в Дупница през март 1943 г., които след 10 дни са преместени в град Лом. Дупница е бомбардирана от съюзниците. На 4 януари 1944 г. 108 американски Б-17 трябва да бомбардират София, но поради гъстата мъгла са отклонени. 40 бомбардировачи хвърлят 150 бомби над Дупница. Разрушени са 40 сгради. През 1952 г. по инициатива на акад. Тодор Самодумов е открит дом за деца и юноши без родители.

## Политика
В най-новата история Дупница е наричана „синя крепост“ и „град на барикадите“.

### Местно самоуправление
До местните избори от октомври 2007 г. кмет на Дупница е Първан Дангов (БСП), а след него е независимият Атанас Янев. През октомври 2011 г. за кмет, след балотаж с кандидата на БСП Станислав Павлов, е избран Методи Чимев (ГЕРБ).
На 1 ноември 2015 г., след балотаж с подкрепения от БСП кандидат д-р Иван Ибришимов, инж. Методи Чимев (ГЕРБ) е преизбран за кмет на Община Дупница.
На изборите 2019 г. Методи Чимев (ГЕРБ) печели оспорван и подозиран в манипулации балотаж срещу Първан Дангов (БСП) със само 100 гласа преднина.
На местните избори 2023 г. Първан Дангов /БСП за България/, широко подкрепен на II тур печели категорично балотажа срещу Методи Чимев /ГЕРБ/ с 8 959 гласа /61.04 %/
Съставът на Общинския съвет с мандат от края на 2023 до 2027 г.:
- ГЕРБ – 5 съветници
- БСП – 4 съветници
- Глас Народен – 3 съветници
- Бъдеще за родината – 3 съветници
- Коалиция КОД-ВМРО-БВ – 3 съветници
- СДС – 2 съветници
- ДПС – 2 съветници
- Партия на зелените – 2 съветници
- ПП-ДБ – 2 съветници
- РЗС – 1 съветник
- ЗНС – 1 съветник
- Възраждане – 1 съветник

### Побратимени градове
Дупница е побратимен град с:
- Брянск, Русия
- Лучера, Италия

## Икономика
Към 2017 година най-голямото предприятие в града е производителят на лекарства „Балканфарма – Дупница“ с 42% от общия обем на продажби за цялата община.

## Култура

### Говор
Дупнишкият говор е шопски западен български диалект. Някои от особенстите на диалекта: „ще“ – „че“; „защо“ и „защото“ – „оти“; „аз“ – „я“; „той“, „тя“, „то“, „те“ – „он“, „она“, „оно“, „они“; „във“ – „у“; „ами“ – „епа“; „добре (съгласен съм)“ – „ако“; членуване с „о“: „комуниста“ – „комунисто“; рокада на „ъ“ и „р“: „ние къртим стената“ – „ние крътиме стената“; рокада на „р“ и „е“ с преминаване на „е“ в „ъ“ и „ч“ в „ц“: „червен“ – „цръвен“; „а“ вместо „ъ“ на много места: „къща“ – „каща“; без „х“ в началото на думата: „хладно“ – „ладно“; без „х“ в средата на думата: „изнесохме“ – „изнесоме“; без частицата „то“: „където“ и „дето“ – „каде“; „е“ вместо „я“ на много места: „трябва“ – „требе“; „ъ“ вместо „о“ на някои места: „такъв“ – „таков“; добаване на „ѝ“ след „н“ на глаголите: „ядене“ – „йеденье“; „е“ вместо „а“ на някои места: „чакай“ – „чекай“; „у“ вместо „ъл“ на много места: „българи“ – „бугари“; рокада на „ъ“ и „л“ на някои места: „дълга“ – „длъга“; „ъ“ вместо „ъл“ на малко места: „жълто“ – „жъто“; „е“ вместо „я“ на някои места „е“: „тия“ – „тие“; спрягане на глагола „ходя“ в сегашно време: 1 ед. „Я одим“, 2 ед. „Ти одиш“, 3 ед. „Он оди“, 1 мн. „Ние одиме“, 2 мн. „Вие одите“, 3 мн. „Они одат“; някои диалектни думи: „ям“ – „ручам“, „пикам“ – „мочам“, „поне“ – „барем“, „искам“ – „сакам“; различните ударения са чести.

### Театър
Дупница е известна със своите културни традиции. През 1950-те и 1960-те години са съществували любителски формации. Имало е оперетен театър, който представя „Хубавата Елена“ на Офенбах. Ръководител на трупата е Венета Вичева, която е диригент на ученически хор в Шумен.
В града е изиграл първите си роли оперетният певец Арон Аронов. Театърът днес носи името на голямата звезди на българското кино Невена Коканова, която е родом от града. От него е и артистът Лео Конфорти. Всяка година се провеждат празници на културата.

### Медии
- вестник „Вяра“
- вестник „Струма“
- онлайн новини "Ugozapad", "DenNews"
- радио „Астра+“
- ТВ „Запад“

### Събития
Югозападен международен фолклорен фестивал „Мир на Балканите“

## Училища
Основни училища
- ОУ „Св. Климент Охридски“
- ОУ „Евлоги Георгиев“
- ОУ „Неофит Рилски“, основано през 1897 г.
- ОУ „Св. св. Кирил и Методий“
- ОУ „Христаки Павлович“
- ОУ „Паисий Хилендарски“

Средни училища
- СОУ „св. Паисий Хилендарский“
- Гимназия „Христо Ботев“
- Професионална гимназия по автотранспорт
- Професионална гимназия по машиностроене
- Професионална гимназия по хранително-вкусови и химични технологии
- Професионална гимназия по облекло и стопанско управление
- Професионална гимназия „Акад. Сергей П. Корольов“

Висши училища
- Педагогически колеж „Св. Иван Рилски“ (в състава на Техническия университет, София), закрит през 2006 г.

## Забележителности
През 1499 г. рицарят Арнолд фон Харф посещава Дупница и го описва като „хубав град“. През 1812 г. граф Антоан-Франсоа Андреоси посещава Дупница и я представя в „Описание на пътя от Костеница до Константинопол“: „... Този град е разположен в най-тясната част на долината. Населен е с 6000 жители, околностите му са засадени най-вече с лозя.“
В града има часовникова кула от XVIII век, общински исторически музей и къща-музей на Станке Димитров. В Дупница също се намират Паметник-костница на участниците в Междусъюзническата, Балканската и Първата световна война от Седма рилска дивизия, Паметник на загиналите воини през Балканската и Първата световна война, възпоменателни плочи на загиналите във войните и барелеф на командващия дивизията генерал Георги Тодоров. Също така в града и околностите са разкрити следи от тракийската култура, некрополи (могили) и гробница от римско време. Символи на града са тютюневите складове и полета, описани в романа на Димитър Димов „Тютюн“.
В града има православни храмове – като „Свети Георги Победоносец“ (чийто иконостас е дело на дебърски майстори от рода Филипови), „Свети Николай Чудотворец“ и „Покров Богородичен“, а над града се намират параклисите „Свети Спас“, „Света Марена“ и „Света Петка“, къкто и оброчище „Св. св. Константин и Елена“.
След завземането на Дупница от османците всички средновековни църкви в града са сринати. Макар че християните в града са били повече от мюсюлманите по време на османското владичество, в града е имало 13 джамии и само 2 църкви. След освобождението на Дупница са сринати всички джамии освен една-единствена (построена през XVI век върху основите на православен храм), чието минаре пада от земетресение през 1913 г. Днес бившата джамия служи за дом на изкуствата и се използва като изложбена зала „Джамията“ от близката Общинска художествена галерия.
В града има еврейски гробища, по-рано е имало и синагога. В Дупница действат около 10 православни храма. За празник на града е определен денят на свети Иван Рилски, честван от 1998 г. Храмове на други религии няма, изключение правят само няколко къщи, импровизирани като протестантски молитвени домове.
На хълм западно от града има останки от средновековна крепост. Там е издигнат кръст в памет на загиналите жители на града през Първата световна и Балканските войни. В местността Дренски рид край Дупница има германско военно гробище от Втората световна война.

### Паметници
- Снимки на паметници в Дупница
- Васил Левски
- Димитър Грънчаров
- Христаки Павлович
- Христо Ботев
- Димитър Крушовски
- Коста Петров
- Иван Лабутов
- Незнайният воин
- Иван Вазов
- ВМОРО
- Ятачката
- Иван Чапрашиков

### Храмове
Религиозни сгради:
В града
- „Света Богородица“
- „Света Петка Параскева“
- „Свети Георги Победоносец“
- „Свети Иван Рилски“
- „Свети Илия“
- „Свети Никола“
- „Покров Богородичен“
- „Преп. Йоан Рилски чудотворец“ (старостилна)

Над града
- параклиси „Свети Спас“, „Света Марина“, „Света Петка, „Св. св. Константин и Елена“
- Панорамна площадка в местността „Софарджик“

### Паркове
- Парк „Рила“
- Градска градина

### Други
- Общински исторически музей
- Художествена галерия „Околийска къща“
- Народно читалище „Зора – 1858“
- Общински мажоретен състав
- Паметник-костница на загинали в Междусъюзническата, Балканската и Първата световна война
- Часовникова кула в Градската градина
- Дупнишка крепост („Кулата“) край града
- Градски универсален магазин
- „Евро базар“

## Спорт
Дупница е град със спортен дух и има отколешни традиции и постижения в спорта. Сред спортните съоръжения най-големите и значими са легендарният стадион „Бончу̀к“, който има площ 81 дка и разполага с 20 000 места и масивни трибуни, спортната зала, която е масивна с обща площ 1250 m2 и около 1200 седящи места. Изградена е през 1971 г., сградата е многофункционална като в края на 2005 г. в нея е изградена и монтирана изкуствена стена за скално катерене, и е основно ремонтирана през 2015 г. Стадион за бейзбол и софтбол – 34 000 m2 обща площ.
Дупница има история в спорта. Най-популярни са футболният отбор на ПФК „Марек“, известен с победите си над отборите на ФК „Байерн“ (Мюнхен), унгарския шампион и други от Европа и страната.
Волейболен клуб Марек Юнион Ивкони стана шампион във волейболната Суперлига на България през 2012,2013,2014,2015 г.,като е и двукратен носител на националната купа. През януари 2024 г. УС на клуба решава да смени името и седалището на тима, и така Марек Юнион Ивкони се преобразува в Локомотив Авиа (Пловдив).

Спортни клубове и отбори в Дупница:
- Футбол: ПФК Марек (Дупница)
- Волейбол: ВК „Марек Юнион Ивкони“
- Шахмат: ШК „Капабланка“
- Конен спорт: СКБКС „Марек P&G“ Архив на оригинала от 2019-06-29 в Wayback Machine.
- Бадминтон: Бадминтон клуб „Победа“
- Спортно катерене: Клуб за екстремни спортове „Отовица“
- Борба: Клуб по класическа борба „Дан Колов"
- Таекуондо: СК „Гладиатор“
- Карате: СК „С.Х.А.Г.И.“
- Кик бокс и MMA: СК „ПАТРИОТ“
- Софтбол и бейзбол: „Ейнджълс“
- Баскетбол: „Ейнджълс" Дупница“
- Боксов клуб „Моката“
- Клуб по бейзбол и софтбол „Девълс“
- Парапланеризъм: Клуб „Свободен полет“

## Личности
Родени в Дупница:
- Александър Георгиев, български революционер от ВМОРО, четник на Петър Радев – Пашата[32]
- Александър Дренски, лекоатлет в българския национален отбор по лека атлетика, шампион и първенец от международни турнири
- Анна Малешевска (1884 – 1941), българска учителка и деец на ВМОРО
- Алцек Мишев (р. 1940), художник
- Арон Аронов (р. 1937), оперетен артист
- Асен Чолаков (1898 – 1923), деец на ВМРО
- Васил Акьов (1924 – 1989), киносценарист
- Василий Манов (19 век – 1947), земевладелец, един от големите търговци на тютюн в България с кантори в Александрия, Солун, София и Виена, ветеран от превземането на Одрин, ктитор на църкви и манастири, дарител за прокопаването на бомбоубежищата в стария център.
- Васил Ранков (1869 – 1942), български географ
- Васил Демиревски (Жельо Демиревски) (1914 – 1944), активист на БКП
- Васил Джигорлиски, български революционер от ВМОРО, четник на Апостол Петков[33]
- Васил Расолков (1841 – 1923), български посветен деец[34]
- Венцислав Мутафчийски, български военен лекар и професор, началник на ВМА от 2017 г.[35]
- Виолета Якова (1923 – 1944), българска антифашистка партизанка
- Воин Войнов (р. 1959) – режисьор-хореограф, организатор на Югозападен международен фолклорен фестивал „Мир на Балканите“, почетен гражданин на гр. Дупница[36]
- Георги Икономов (1822 – 1865/7), български просветен деец
- Георги Китов (1943 – 2008), археолог
- Георги Наджаков (1896 – 1981), ректор на СУ „Св. Кл. Охридски“ (1945 – 1952 г., физик – „бащата“ на ксерокса, академик
- Димитър Икономов (1887 – 1945), български адвокат, общественик и политик, народен представител в XXV обикновено народно събрание, защитник на евреите, осъден на смърт от т.нар. Народен съд и екзекутиран
- Диман Панчев, оперен певец
- Димитър Бисеров (1840 – 1886), български просветен деец и книжовник, сподвижник на Васил Левски, на когото съдейства за основаване на местния революционен комитет, по негова инициатива са разкрити девически паралелки в класните училища в Дупница
- Димитър Киров (писател), поет, журналист и общественик (1935 – 2005)
- Димитър Христов, български революционер от ВМОРО, четник на Никола Андреев[37] и на Иван Наумов Алябака[38]
- Евгени Стойчев (р. 1955), български дипломат
- Елица Василева волейболистка, капитан на нац. отбор
- Жак Асеов (20 век), милионер, тютюнев производител
- Димитър Янакиев, спасител на самарското знаме
- Иван Божилов (1940 – 2016), историк, професор
- Ив. Кленовски, български учител в Ресен между декември 1876 – февруари 1879 г.[39]
- Илия Христов Димитров, учител в Горна Джумая през 1870-те[40]
- Иван Тренев (1931 – 2024), поет
- Катерина Ставракиева, народна певица, живяла в годините около Освобождението
- Катя от дует „Ритон“, певица
- Константин Косев (1937 – 2020), историк и политик, академик
- Коста Мухчината, български революционер
- Лео Конфорти, актьор
- Леа Иванова (1923 – 1986), певица
- Любомир Дяковски (р. 1951), оперен певец, баща на Людмила Дяковска
- Любомир Милчев (Денди), писател
- Мария Андонова – Занкова (1946 – 2010), актриса
- Надежда Карастоянова (р. 1984), българска археоложка, специализирала в археозоологията, планински водач
- Невена Коканова (1938 – 2000), актриса
- Неофит Трайков, български революционер от ВМОРО, четник на Михаил Чаков[41]
- Никола Дренски (1898 – 1944), български полковник
- Николай Иванов (артист) (1943 – 2023), български артист
- Никола Лазаров (1880 – 1900), български революционер от ВМОРО
- Никола Коларов (1902 – 1961), български общественик, юрист и революционер
- Париз Паризов (р. 1953), професор по социални дейности и кинезитерапия
- Пламен Орешарски, Министър-председател на България (2013 – 2014)
- Рахамин Шекерджийски, химик
- Сашка Васева (р. 1966), попфолк певица
- Свети Иван Рилски, средновековен български светец
- Стефан Тодоров (Станке Димитров – Марек) (1889 – 1944), активист на БКП
- Тодор Радев (1887 – 1957), български военен деец и политик, главен инспектор на артилерията в българската армия
- Трендафил Марулевски (1919 – 2009), български анархист
- Ферарио Спасов (р. 1962), футболист, треньор
- Христаки Павлович (1804 – 1848), възрожденец, просветен деец
- Христо Дюкмеджиев (1847 – 1905), кмет на гр. Пловдив
- Христо Крантов, български просветен деец
- Христо Тодоров (1814 – 1888), български просветен деец
- Христо х. Георгиев, български революционер от ВМОРО, четник на Петър Радев – Пашата[42]
- Цветан Соколов (р. 1989), български волейболист, национал

Македоно-одрински опълченци от Дупница:
- Владимир Янев (1889 – ?), 3 рота на Кюстендилската дружина[43]
- Иван Костов (1859/1860 – 1913), 3 рота на 7 кумановска дружина, загинал в Междусъюзническата война на 6 юли 1913 г.[44]
- Иван Николов (1872 – ?), 3 рота на Кюстендилската дружина[45]
- Михаил Христов (Михал, 1887/1888 – ?), 1 рота на 7 кумановска дружина, носител на орден „За храброст“ IV степен[46]
- Никола Ив. Арапчев, ковач, IV отделение, 28-годишен, Сярска чета[47]
- Никола Младеов (1879/1880 – ?), родом от Градево, жител на Дубница, 2 и 3 рота на 7 кумановска дружина[48]
- П. П. Андреев, 39-годишен, четата на Дончо Златков[49]
- Станиш Иванов (1891 – ?), родом от Градец, жител на Дубница, 3 рота на Кюстендилската дружина, 2 рота на 7 кумановска дружина[50]
- Тодор Н. Китанов (1887/1888 – ?), 2 рота на 7 кумановска дружина[51]

Починали в Дупница:
- Георги Веселинов - Зограф (1843 – 1886), български иконописец и общественик
- Димитър Икономов (1828 – 1912), български свещеник, просветен деец и революционер
- Димко Хаджииванов (ок. 1813 – 1906), български възрожденски общественик
- Дончо Златков (1865 – 1918), български революционер
- Захари Бобошевски (1844 – 1927), български просветен деец и общественик
- Иванчо Поройлията (1848 – 1896), български хайдутин и революционер
- Кочо Лютата (1836 – 1918), български хайдутин и революционер
- Методи Димов (1938 – 2004), български писател и общественик
- Никола Малешевски (1850 – 1945), български революционер
- Никола Падарев (1842 – ?), български просветен деец
- Спас Харизанов (ок. 1840 – ок. 1900), български просветен деец, общественик, съдия
- Страшимир Кринчев (1884 – 1913), български писател, литературен и театрален критик
- Тодор Тетимов (1850 – 1925), български хайдутин и революционер
- Любомир Любенов, финансист

Други личности, свързани с Дупница:
- Георги Тодоров, дългогодишен командир на Седма пехотна Рилска дивизия базирана в Дупница, под чието ръководство и командване освобождава Вардарска, Пиринска и Егейска Македония от османска власт през 1912 г., командващ Втора армия (1914 – 1917 г.), заместник главнокомандващ действащата армия на царство България (1917 – 1918 г.), първият „Почетен гражданин на Дупница-1932 г.“ д
- Димитър Димов (1909 – 1966), писател, живее в града в началото на 20 век
- Димитър Нейков (1884 – 1949), политически и държавен деец.
- Димо Хаджидимов (1875 – 1924), български революционер и политически деец, журналист, активист на ВМОРО, НФП (българска секция) и БКП.
- Иван Хаджийски (1955 – ), български историк, краевед
- Константа Тимчева, лекар, известен онколог
- Яне Сандански (1872 – 1915), български революционер, живял в Дупница за дълъг период от време.

## Други
На Дупница е наречена улица в квартал „Орландовци“ в София (Карта).